# Sjachty
Sjachty (Russisch: Шахты) is een stad in de Russische oblast Rostov. De stad ligt op de zuidoostelijke punt van het Donetskgebergte, 75 kilometer ten noordoosten van Rostov aan de Don.
De stad werd op 3 oktober 1867 gesticht als Gornoje Groesjevskoje (Russisch: Горное Грушевское). De stad werd hernoemd in 1881 naar Aleksandrovsk-Groesjevski (Russisch: Александровск-Грушевский). Op 13 januari 1921 kreeg de stad haar huidige naam "Sjachty", oftewel "schachten" in het Nederlands. Deze naam werd gekozen omdat er veel steenkoolmijnen in de regio zijn.
Gedurende de Tweede Wereldoorlog werd de stad door nazi-Duitsland bezet. Bij de terugtrekking bliezen de nazi's veel gebouwen en steenkoolmijnen op.
Sjachty is nog steeds een belangrijk industrieel centrum in het oostelijke Donetsbekken (Donbass).

## Geboren
- Ljoedmila Kondratjeva (11 april 1958), sprintster
- Andrej Silnov (9 september 1984), hoogspringer

Bestuurlijk centrum: Rostov aan de Don

Aksai · Azov · Batajsk · Belaja Kalitva · Donetsk · Goekovo · Kamensk-Sjachtinski · Novotsjerkassk · Novosjachtinsk · Konstantinovsk · Krasni Soelin · Millerovo · Morozovsk · Proletarsk · Salsk · Semikarakorsk · Sjachty · Taganrog · Tsimljansk · Volgodonsk · Zernograd · Zverevo